# Bandera Ríos Berrazueta
La Bandera Ríos Berrazueta fue una competición de remo, concretamente de traineras, que tuvo lugar en Santander entre 1986 y 1989.

## 1986
| Puesto | Nombre   |
| ------ | -------- |
| 1º     | Kaiku    |
| 2º     | Santoña  |
| 3º     | Pedreña  |
| 4º     | Donostia |
| 5º     | Castro   |
| 6º     | Deusto   |
| 7º     | Camargo  |
| 8º     | Algorta  |

## 1988
| Puesto | Nombre              |
| ------ | ------------------- |
| 1º     | Santoña             |
| 2º     | Ciérvana            |
| 3º     | Kaiku               |
| 4º     | Deusto              |
| 5º     | Camargo             |
| 6º     | Castro              |
| 7º     | Ciudad de Santander |
| 8º     | Astillero           |

## 1989
El día 15 de agosto de 1989, día de la festividad de la Virgen de la Asunción, se celebró dicha bandera en el Sardinero entre 8 tripulaciones que salieron en 2 tandas, la primera entre Castro, Portugalete, Algorta y Deusto, y la segunda entre C. Santander, Castropol, Santoña y Kaiku.
| Puesto | Nombre       | Tiempo   |
| ------ | ------------ | -------- |
| 1º     | C. Santander | 21:27:91 |
| 2º     | Castropol    | 21:36:48 |
| 3º     | Santoña      | 21:41:94 |
| 4º     | Kaiku        | 21:59:11 |
| 5º     | Castro       | 22:12:43 |
| 6º     | Portugalete  | 22:31:52 |
| 7º     | Algorta      | 22:42:25 |
| 8º     | Deusto       | 22:55:10 |

- Datos: Q5718405